# Grójec (gmina)
Grójec – gmina miejsko-wiejska w Polsce położona w województwie mazowieckim, w powiecie grójeckim. W latach 1975–1998 gmina administracyjnie należała do województwa radomskiego.
Siedzibą gminy jest Grójec.
1 stycznia 1975 do gminy Grójec włączono sołectwo Skurów z gminie Belsk Duży.

## Struktura powierzchni
Według danych z roku 2002 gmina Grójec ma obszar 120,64 km², w tym:
- użytki rolne: 77%
- użytki leśne: 11%

Gmina stanowi 8,72% powierzchni powiatu.

## Demografia

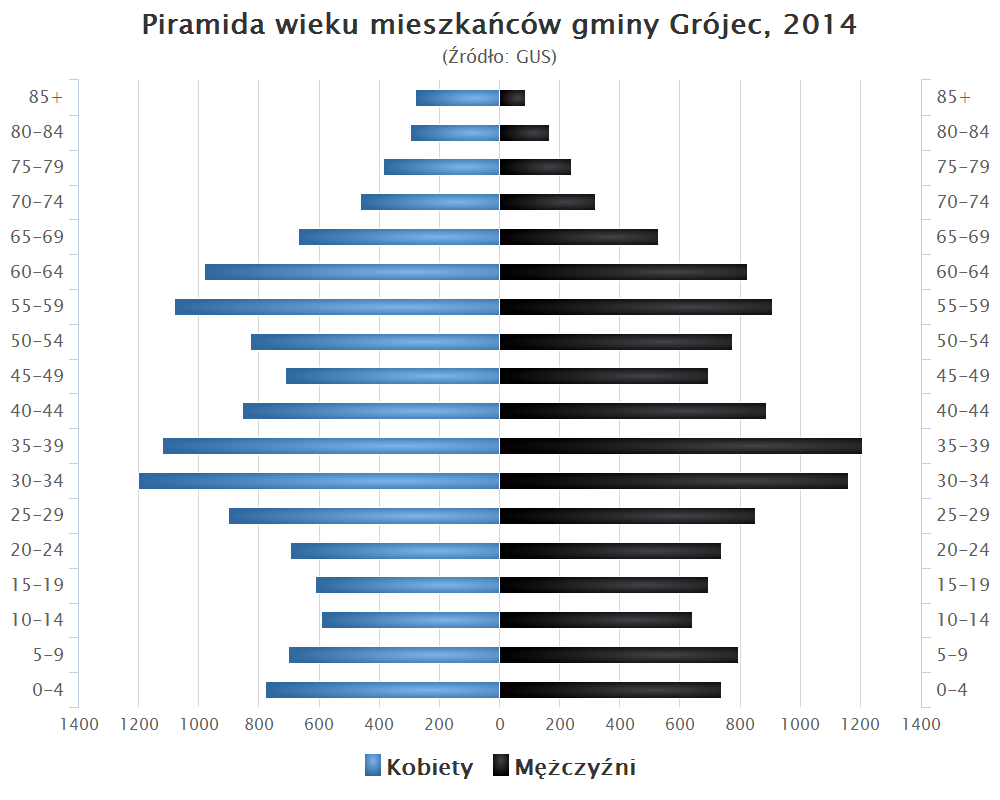
Piramida wieku mieszkańców gminy Grójec w 2014 roku

Dane z 31 grudnia 2017:
| Opis                              | Ogółem | Ogółem | Kobiety | Kobiety | Mężczyźni | Mężczyźni |
| --------------------------------- | ------ | ------ | ------- | ------- | --------- | --------- |
| jednostka                         | osób   | %      | osób    | %       | osób      | %         |
| populacja                         | 25 654 | 100    | 13 285  | 51,8    | 12 369    | 48,2      |
| gęstość zaludnienia (mieszk./km²) | 210,5  | 210,5  | 109,0   | 109,0   | 101,5     | 101,5     |

## Sołectwa
Bikówek, Częstoniew, Częstoniew-Kolonia, Dębie, Duży Dół, Falęcin, Głuchów, Grudzkowola, Gościeńczyce, Janówek, Kępina, Kobylin, Kociszew, Kośmin, Krobów, Krobów-Szymanówek, Las Lesznowolski, Lesznowola, Lisówek, Maciejowice, Marianów, Mieczysławówka, Mięsy, Mirowice (sołectwa: Mirowice-Parcela i Mirowice-Wieś), Pabierowice, Piekiełko, Podole, Skurów, Słomczyn, Szczęsna, Uleniec, Wola Krobowska, Wola Krobowska-Ogrodzieniec, Wola Worowska, Worów, Wólka Turowska, Zakrzewska Wola, Zalesie, Załącze, Żyrówek.

## Sąsiednie gminy
Belsk Duży, Chynów, Jasieniec, Pniewy, Prażmów, Tarczyn